# International Society of Political Psychology
La International Society of Political Psychology, in sigla ISPP (Società internazionale di Psicologia Politica) è una organizzazione no profit, rappresentante tutti i campi  di ricerca coinvolti nell'esplorazioni delle relazioni tra i processi e fenomeni politici e psicologici con questi obiettivi:
- stabilire una comunità che abbia un interesse nell'esaminare la relazione tra fenomeni politici e psicologici
- facilitare le comunicazioni attraverso i confini
- Incrementare l'importanza della psicologia politica
- Fornire supporto tra i membri per generare e disseminare le loro scoperte e idee